# In Ägypten
In Ägypten ist ein Gedicht des deutschsprachigen Lyrikers Paul Celan, geschrieben am 23. Mai 1948. Es enthält neun Gebote, die das Lieben und Schreiben nach der Shoah ermöglichen und das Aushalten von Trauer und Verlust erträglich machen sollen. Celan widmete In Ägypten Ingeborg Bachmann. Kurz zuvor hatten die beiden sich ineinander verliebt.
Paul Celan

In Ägypten

Link zum Volltext des Gedichts mit einer Lesung von Paul Celan

(Bitte Urheberrechte beachten)

## Aufbau und Sprechsituation

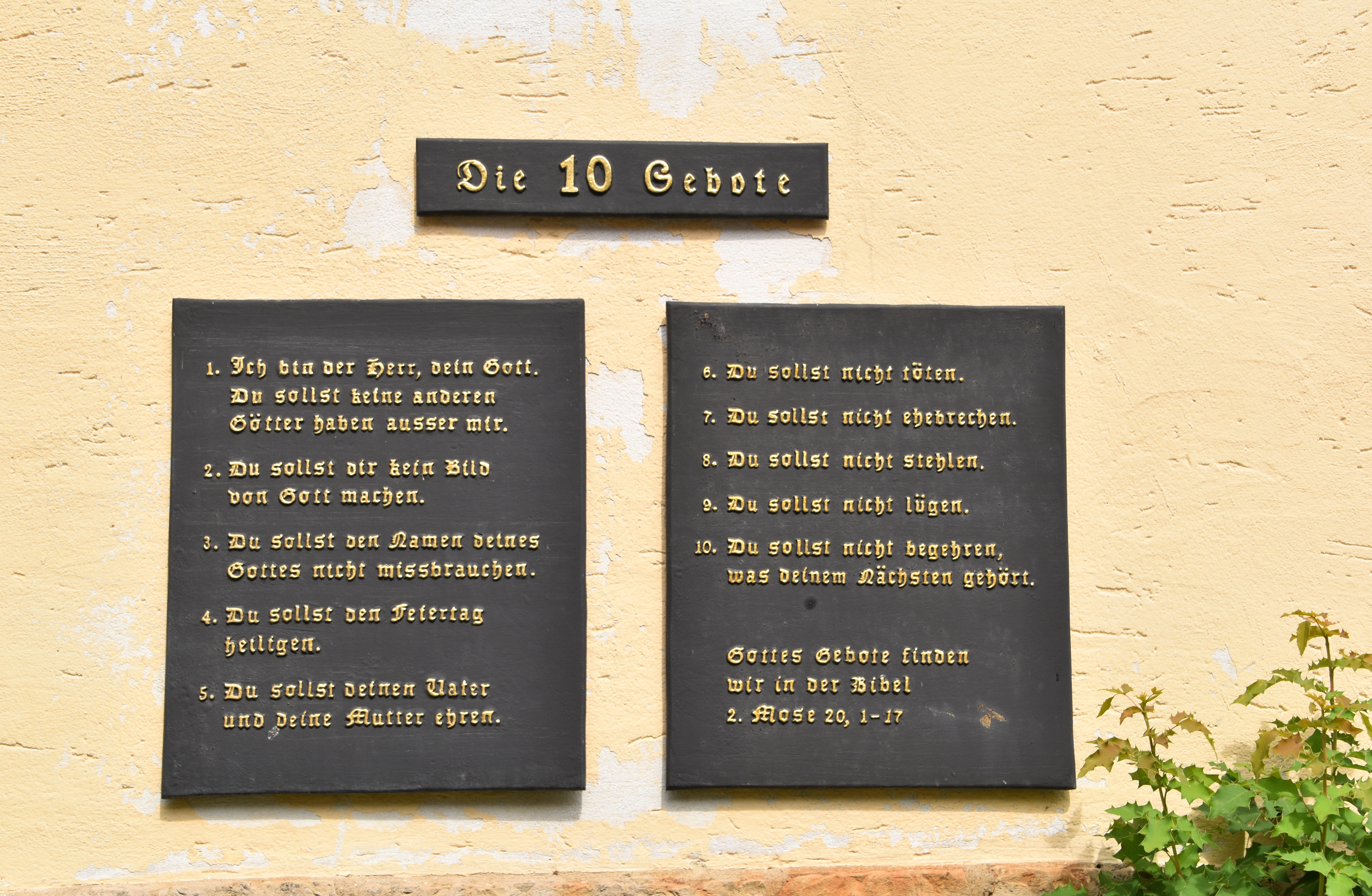
Die biblischen Zehn Gebote

Das Gedicht besteht aus elf Versen. In anaphorischer Anordnung beginnen neun von ihnen im Stil der biblischen Zehn Gebote mit dem Imperativ Du sollst. Diese Verse 1 mit 6 sowie 8 mit 11 sind parallelistisch aufgebaute Jamben.
Die Verse 7 und 11 weichen ab: Mit dem Imperativ seht / sieh am Anfang enthalten sie in Trochäen den Inhalt dessen, was das lyrische Du gemäß den vorausgehenden Versen Ruth, Noëmi und Mirjam sagen soll. Wie die übrigen Verse sind auch diese parallelistisch konstruiert (Imperativ und Objektsatz) und dadurch strukturell verbunden, unterscheiden sich aber im Tempus (schlief - schlaf) und im Numerus der Angesprochenen (seht - sieh; in Vers 7 sind die Jüdinnen gemeint, in Vers 11 die Fremde). Verschränkt hierzu bezieht sich das mit bei eingeleitete Lokaladverbial in Vers 7 auf die Fremde, in Vers 11 auf die Jüdinnen.
Ohne dass ein lyrisches Ich in Erscheinung tritt, wird ein männliches, nicht näher spezifiziertes lyrisches Du angesprochen; auf dieses bezieht sich das ich in den Versen 7 und 11. Da die Sprecherinstanz nicht genauer bezeichnet wird, kann es sich um ein Selbstgespräch handeln.

## Thematik
Das lyrische Ich formuliert hier Anweisungen an ein lyrisches Du. Sie beziehen sich auf den Umgang mit Trauer, Verlust und Liebe und sollen das Aushalten der Situation leichter erträglich machen. Durch die Erinnerung an den Schmerz wird die Fremde in die Vergangenheit einbezogen.

## Bildsprache und intertextuelle Bezüge

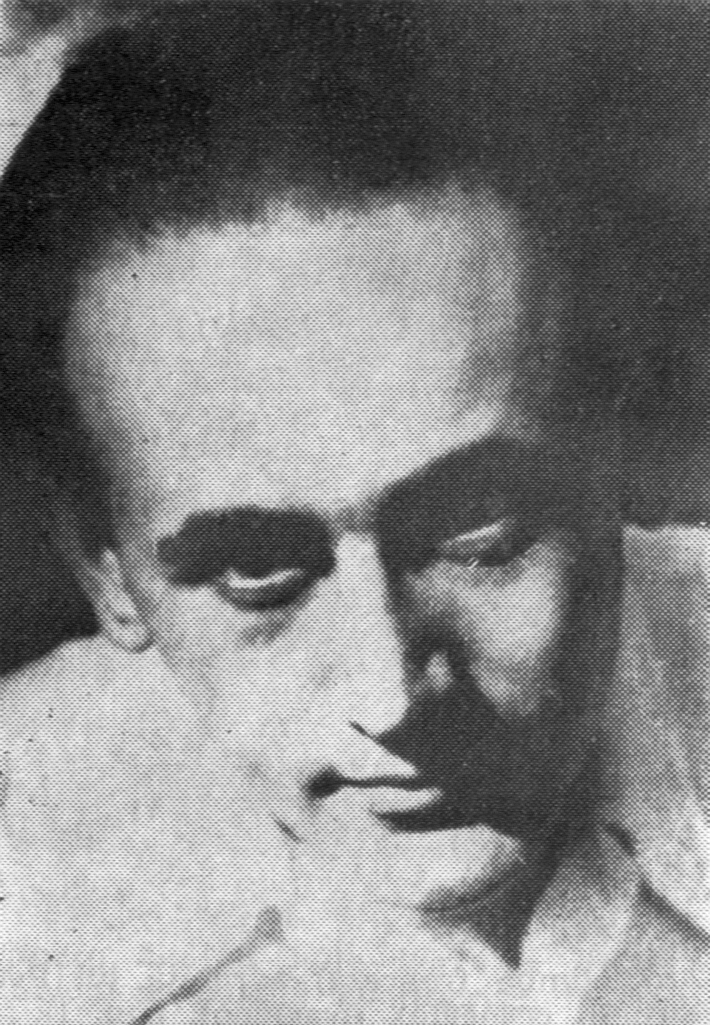
Paul Celan, 1945

Ein starker biblischer Bezug wird über die gebotsähnlichen Formulierungen geschaffen. Moses erhält die Gebote von Gott für die Israeliten nach ihrem Auszug aus der ägyptischen Knechtschaft. Das erste Gebote, Ich bin dein Gott, ist eine Aussage; die übrigen neun sind gleich viele wie die Imperative im Gedicht. Der Titel des Gedichts lässt ebenfalls an das Buch Exodus denken.
In Ägypten ist ein Gedicht mit starker weiblicher Präsenz. Von den vier vorkommenden Frauen sind drei namentlich bezeichnet. Die Sprechinstanz reiht hier in den drei Versen 3, 6 und 9 Vornamen von starken jüdischen Frauenfiguren aus dem Alten Testament aneinander, Ruth, Noëmi und Mirjam. Die Prophetin Mirjam war die Schwester von Mose und Aaron. Nach der Durchquerung des Schilfmeers führte sie den Freudentanz und den Gesang der Frauen an. Während des folgenden Zugs durch die Wüste zweifelte sie mit Aaron den alleinigen Führungsanspruch des Mose an und wurde von Gott mit Aussatz bestraft. Ruth und Noëmi sind die zentralen Figuren des Buchs Rut, das die soziale Realität für Frauen im Patriarchat des antiken Israel zeigt und Fremdheit zum Thema hat: Ruth, die Hauptfigur des nach ihr benannten Buches Rut und eine der Stammmütter von König David, ist als Moabiterin im Königreich Juda eine Fremde. Ihr Name steht in allen drei Versen an erster Stelle in der Reihe. Den weiblichen Gegenpol zu den drei Jüdinnen bildet die Fremde, das Personalpronomen sie wird mit Bezug auf beide Gruppen verwendet.
Schon in den ersten drei Versen werden die beiden Frauengruppen über das Motiv des Wassers verbunden: Das lyrische Du wird aufgefordert, das Auge der Fremden zu einem Medium zu machen, über das es Zugang zu den drei toten Jüdinnen bekommen und diese in der Erinnerung ins Leben zurückholen kann („rufen aus dem Wasser“). Rut, Noëmi und Mirjam sollen „geschmückt“ werden, sogar mit dem „Wolkenhaar der Fremden“. Doch den schönsten Schmuck, bestehend aus dem Schmerz um die drei, soll die Fremde bekommen (Verse 8 und 9). Das lyrische Du soll sowohl der Fremden als auch den toten Jüdinnen die erotische Beziehung zu der/den jeweils anderen gestehen, ihnen damit ihre Einzigartigkeit nehmen und Vergangenheit und Gegenwart verbinden (Verse 7 und 11). Die Fremde wird hier nicht als Einzigartige gezeichnet, sondern in eine Reihe mit anderen Frauen gestellt.
Das Motiv der Frauenhaare spielt eine zentrale Rolle in Celans Gedicht Todesfuge, das Ende des Zweiten Weltkriegs entstand. Dort grenzt das Haar Jüdinnen von Nichtjüdinnen ab und damit Tod von Leben. Während aber dort die beiden Gruppen einander gegenüberstehen, werden sie in In Ägypten verbunden. Das Motiv der Wolken enthält nicht nur einen biblischen Bezug - Gott zieht auf der Flucht aus Ägypten als Wolke vor den Israeliten her -, sondern findet sich auch in der Todesfuge, dort als Grab der ermordeten Jüdinnen und Juden. In diesem Gedicht aber wird das Motiv der Fremden zugeordnet.

## Biografische Bezüge

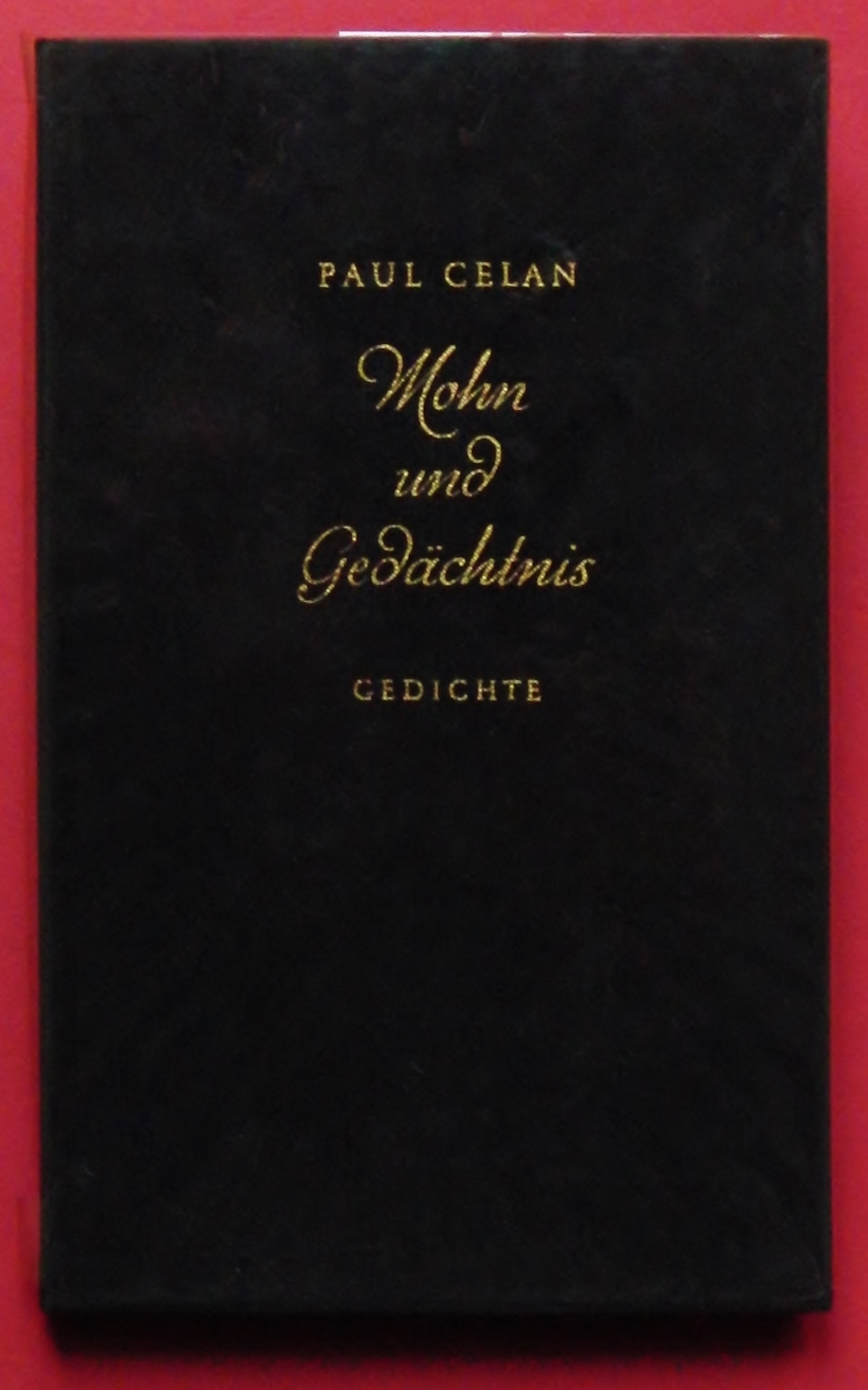
Das Gedicht In Ägypten wurde in den Band Mohn und Gedächtnis aufgenommen.

Das Gedicht steht am Anfang des Briefwechsels zwischen Paul Celan und Ingeborg Bachmann, die sich kurz vorher ineinander verliebt hatten.
Bevor Celan im Juni 1948 nach Paris aufbrach, schrieb er am 23. Mai 1948 das Gedicht In Ägypten und überreichte es ihr am 24. Juni 1948 in einer Abschrift. Der Text war ein Geschenk zu Ingeborgs 22. Geburtstag am Tag darauf. Bachmann bekam von Celan einen Cézanne-Bildband und den Band Peintures 1939-46, Introduction d’André Lejard mit den letzten Werken von Henri Matisse. An dessen Anfang hatte Celan eine Abschrift der Urfassung von In Ägypten gesetzt, das dort noch In Aegypten heißt, zusammen mit der Widmung Für Ingeborg unter der Titelzeile. Unter der Datumsangabe Wien, am 23. Mai 1948 folgt die weitere Widmung Der peinlich Genauen, /  22 Jahre nach ihrem Geburtstag, / Der peinlich Ungenaue. Der letzte Vers bezieht sich darauf, dass Bachmann weder am Widmungsdatum 23. Mai noch am Übergabedatum 24. Juni Geburtstag hatte, sondern einen Tag nach der Übergabe.
Ihren Eltern schrieb Bachmann stolz, der surrealistische, „sehr faszinierende“ Lyriker Paul Celan habe sich „herrlicherweise“ in sie verliebt und ihr das Gedicht geschenkt. In Ägypten ist eines der etwa 20 Gedichte, die Celan 1957 mit Ingeborg Bachmann mit f. D. nachträglich widmete.
Celan las das Gedicht am 23. Mai 1952 auf der Tagung der Gruppe 47 in Niendorf. Erstmals gedruckt wurde es in der Monatszeitschrift Die Wandlung im März 1949. In dem Band Mohn und Gedächtnis ist es das zweite Gedicht im Zyklus Gegenlicht.
Paul Celan hatte in Czernowitz und Bukarest eine enge Freundin, die Noëmi Ruth Kraft hieß. Ingeborg Bachmann hatte keine jüdische Familie. Somit lassen sich die jüdischen Frauen und die Figur der Fremden mit realen Personen in Verbindung bringen.
Celan, dessen Eltern von den Nationalsozialisten ermordet worden waren, sah in Bachmann, Tochter eines Mitglieds der NSDAP/AO, die Fremde. Damit kehrte er die Realität um, in der er staatenlos, sie aber in ihrem Herkunftsland verwurzelt war. Noch im Oktober 1957 schrieb er ihr, er sehe sie bei jedem Lesen „in dieses Gedicht treten: Du bist der Lebensgrund, auch deshalb, weil Du die Rechtfertigung meines Sprechens bist und bleibst“. Bachmanns Rolle geht also über die rein biografische hinaus, die junge Frau wird zur Grundlage seines Schreibens.

## Interpretation
Die Versklavung in Ägypten lässt sich in Bezug zur Shoah sehen, ist gemäß der Präposition in im Titel mental noch gegenwärtig und verursacht Schmerz. Andrea Stoll bezeichnete In Ägypten als „Liebesgedicht, das neun Gebote der Liebe und des Schreibens nach der Shoah verkündet“. Es bürdet dem lyrischen Du auf, gerade in seiner Liebe zur Fremden, die jede frühere Liebe übertrifft, der ermordeten jüdischen Frauen zu gedenken. Das Gedicht, so Stoll, benenne für das Paar „das Problem von Schreiben und Autorschaft nach Auschwitz auf exemplarische Weise.“ Celan habe es als seine Aufgabe angesehen, im Dichten der Toten zu gedenken.

## Rezeption
Celan las bei der Tagung der Gruppe 47 im Mai 1947 in Niendorf neben der Todesfuge auch In Ägypten. Die Zuhörerschaft, unter der sich viele ehemalige Soldaten der Wehrmacht befanden, fühlte sich provoziert. Obwohl außer Hans Weigel dort niemand die Bedeutung des Gedichts für Ingeborg Bachmann kennen konnte, reagierten die Anwesenden besonders auf Celans Vortragsstil mit kaum verborgener Ablehnung.
Simone Frieling nannte In Ägypten ein „grausames erotisches Gedicht“.